# Počedělice
Obec Počedělice se nachází v okrese Louny v Ústeckém kraji, přibližně 7 km východně od Loun na řece Ohři. Žije v ní 301 obyvatel.

## Historie
První písemná zmínka o obci pochází z roku 1219.

## Obyvatelstvo
| Obec Počedělice                                        | Obec Počedělice | Obec Počedělice | Obec Počedělice | Obec Počedělice | Obec Počedělice | Obec Počedělice | Obec Počedělice | Obec Počedělice | Obec Počedělice | Obec Počedělice | Obec Počedělice | Obec Počedělice | Obec Počedělice | Obec Počedělice |
|                                                        | 1869            | 1880            | 1890            | 1900            | 1910            | 1921            | 1930            | 1950            | 1961            | 1970            | 1980            | 1991            | 2001            | 2011            |
| ------------------------------------------------------ | --------------- | --------------- | --------------- | --------------- | --------------- | --------------- | --------------- | --------------- | --------------- | --------------- | --------------- | --------------- | --------------- | --------------- |
| Obyvatelé                                              | 658             | 680             | 694             | 744             | 766             | 742             | 712             | 546             | 496             | 436             | 347             | 280             | 278             | 262             |
| Místní část Počedělice                                 |                 |                 |                 |                 |                 |                 |                 |                 |                 |                 |                 |                 |                 |                 |
| Obyvatelé                                              | 238             | 228             | 255             | 253             | 285             | 294             | 269             | 197             | 185             | 163             | 148             | 112             | 107             | 111             |
| Domy                                                   | 37              | 38              | 43              | 44              | 47              | 56              | 57              | 69              | 112             | 57              | 53              | 66              | 65              | 65              |
| Data z roku 1961 zahrnují i domy místní části Orasice. |                 |                 |                 |                 |                 |                 |                 |                 |                 |                 |                 |                 |                 |                 |

## Pamětihodnosti
- Kostel svatého Havla v jihozápadní části vesnice.[5]

## Části obce
- Orasice
- Počedělice
- Volenice